# فهرست شهرهای الجزایر

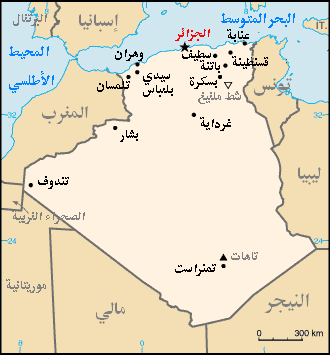
نقشه الجزائر

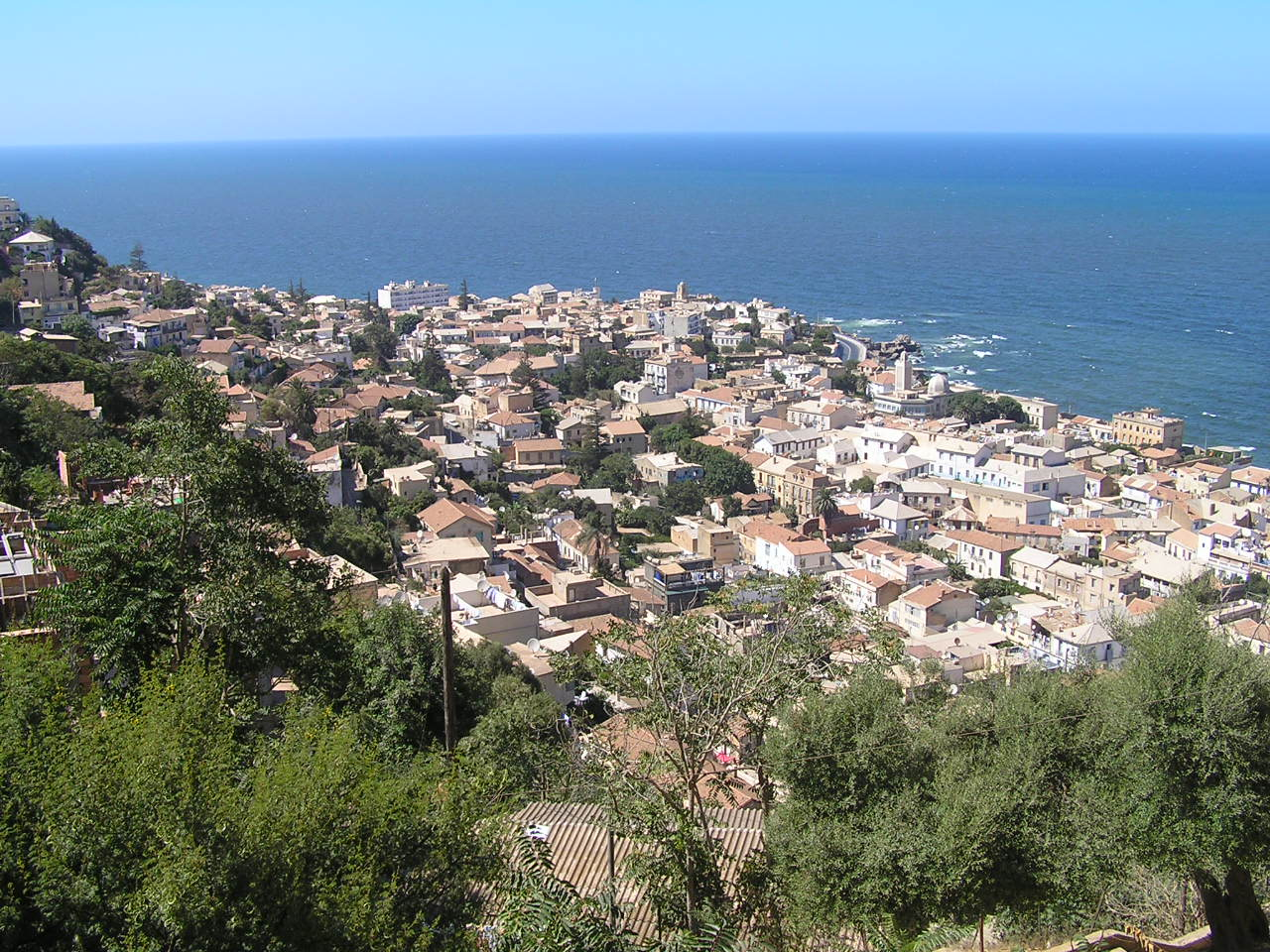
1. الجزائر (۳٫۵۱۸ میلیون نفر)

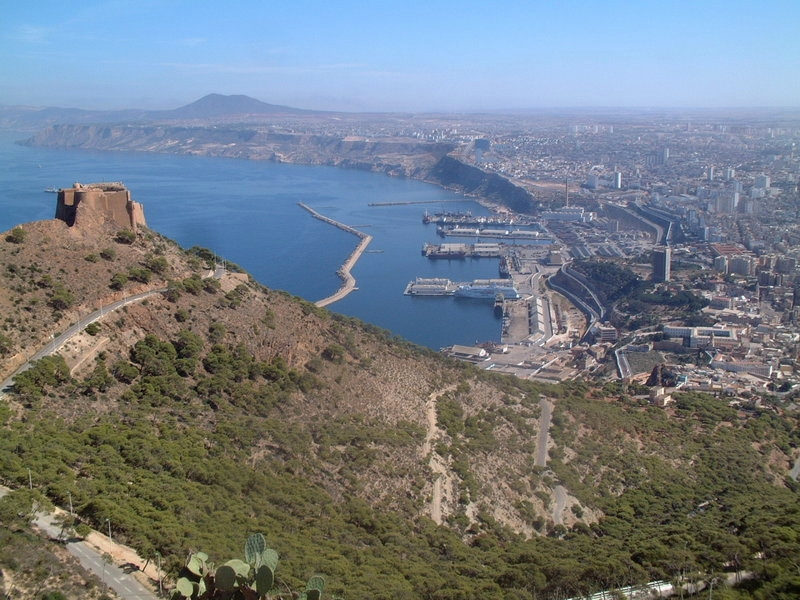
2. وهران (۷۷۱٫۰۶۶ نفر)

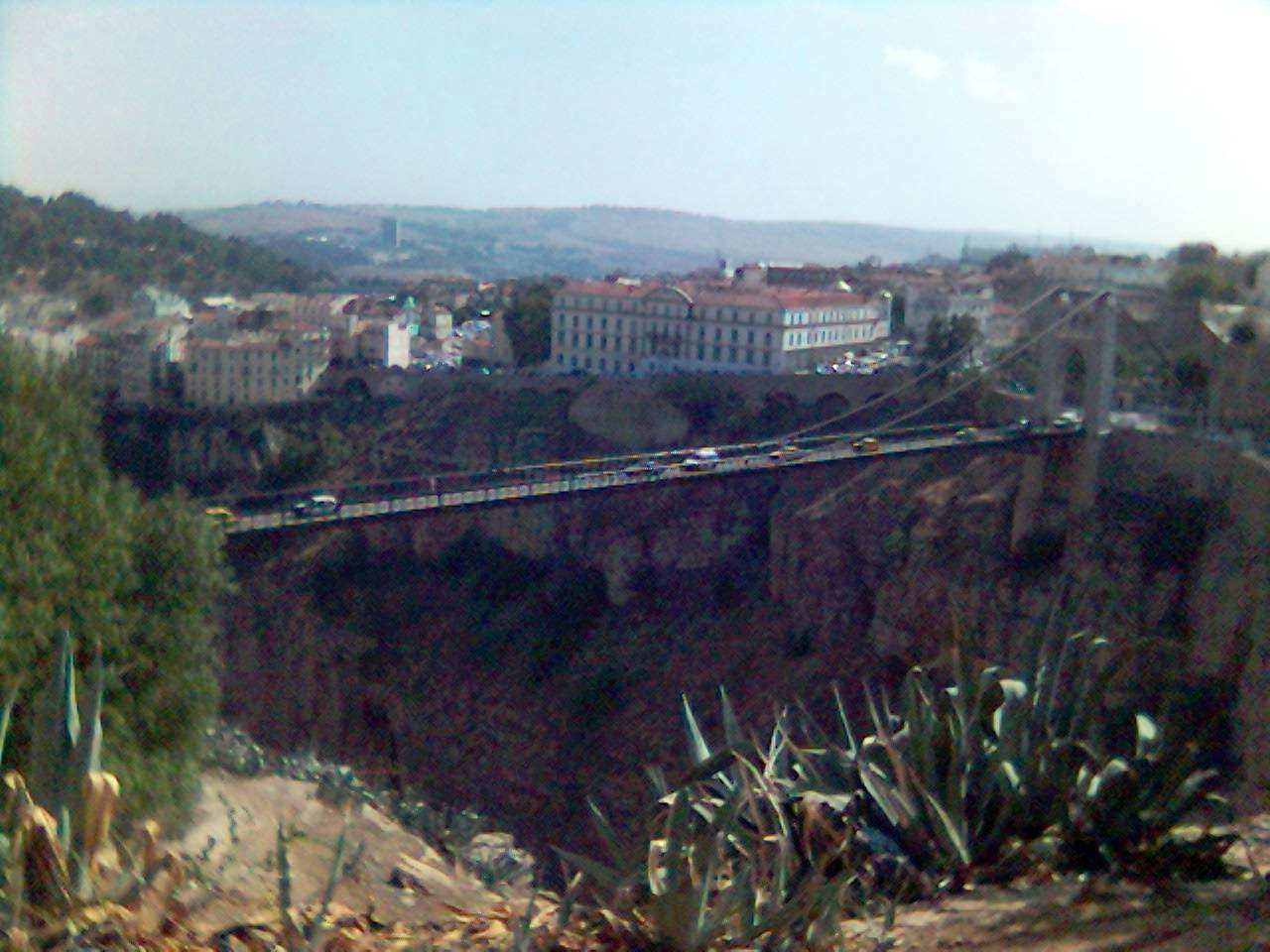
3. قسنطینه (۵۰۷٫۲۲۴ نفر)

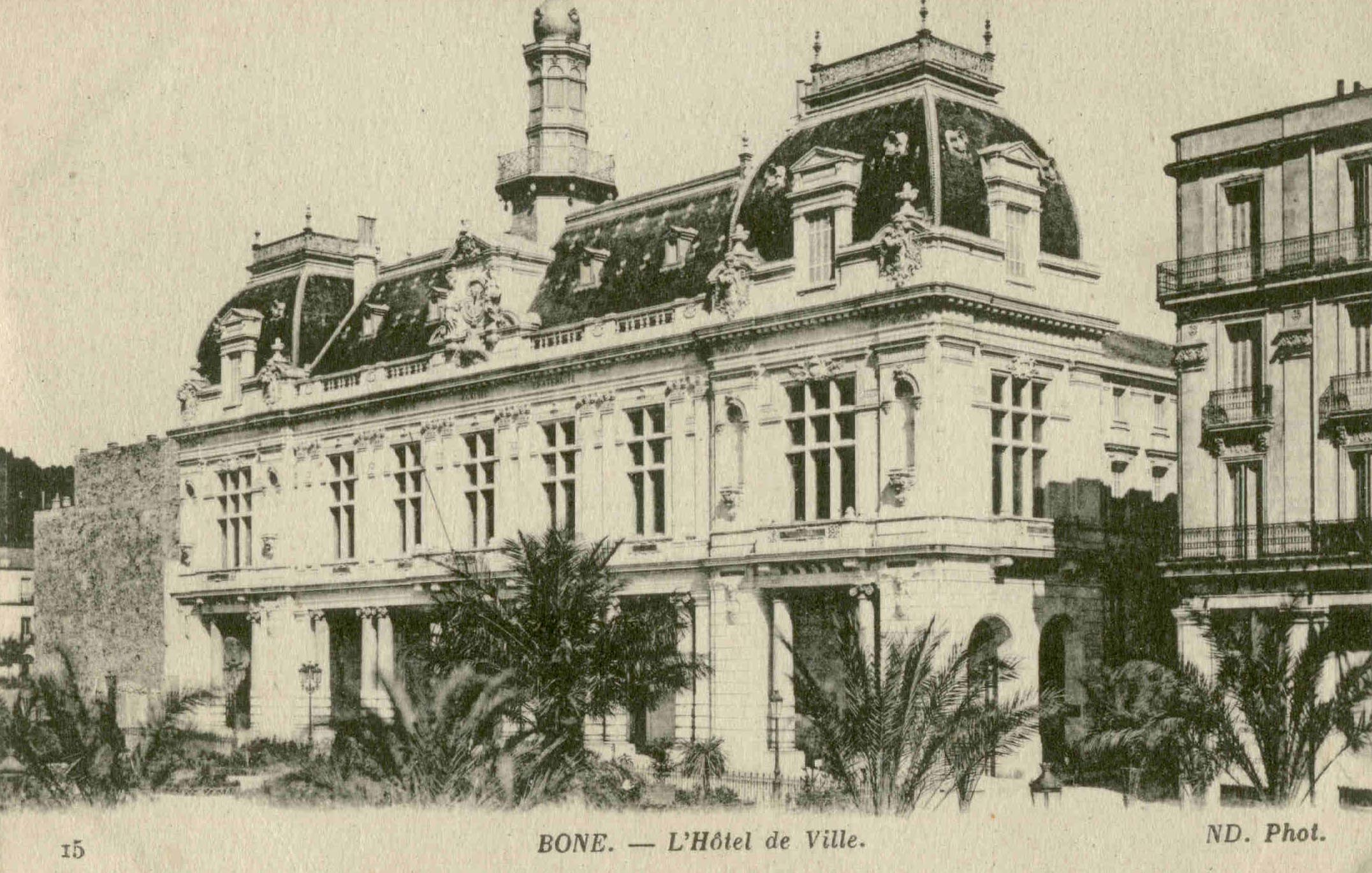
4. عنابه (۳۸۳٫۵۰۴ نفر)

فهرست شهرهای الجزایر
| شهرهای الجزایر |               |                          |            |            |            |            |                 |
| رتبه           | نام           | نام                      | سرشماری    | سرشماری    | سرشماری    | سرشماری    | استان           |
| رتبه           | نام شهر       | به عربی                  | جمعیت ۱۹۷۷ | جمعیت ۱۹۸۷ | جمعیت ۱۹۹۸ | تخمین ۲۰۰۵ | استان           |
| ۱.             | الجزیره       | (به عربی: الجزائر)       | ۱٫۵۲۳٫۰۰۰  | ۱٫۵۰۷٫۲۴۱  | ۱٫۵۱۹٫۵۷۰  | ۱٫۵۱۸٫۰۸۳  | الجزیره         |
| ۲.             | وهران         | (به عربی: وهران)         | ۴۹۱٫۹۰۱    | ۶۲۸٫۵۵۸    | ۶۹۲٫۵۱۶    | ۷۷۱٫۰۶۶    | وهران           |
| ۳.             | قسطنطنیه      | (به عربی: قسنطینة)       | ۳۴۵٫۵۶۶    | ۴۴۳٫۷۲۷    | ۴۶۲٫۱۸۷    | ۵۰۷٫۲۲۴    | قسنطینه         |
| ۴.             | عنابه         | (به عربی: عنابة)         | ۲۵۵٫۹۳۸    | ۳۰۵٫۵۲۶    | ۳۴۸٫۵۵۴    | ۳۸۳٫۵۰۴    | عنابه           |
| ۵.             | باتنه         | (به عربی: باتنة)         | ۱۰۲٫۷۵۶    | ۱۸۱٫۶۰۱    | ۲۴۲٫۵۱۴    | ۳۱۷٫۲۰۶    | باتنه           |
| ۶.             | البلیده       | (به عربی: البلیدة)       | ۱۳۶٫۰۳۳    | ۱۷۰٫۹۳۵    | ۲۲۶٫۵۱۲    | ۲۶۴٫۵۹۸    | البلیده         |
| ۷.             | سطیف          | (به عربی: سطیف)          | ۱۲۹٫۷۵۴    | ۱۷۰٫۱۸۲    | ۲۱۱٫۸۵۹    | ۲۴۶٫۳۷۹    | سطیف            |
| ۸.             | الشلف         | (به عربی: الشلف)         | ۷۵٫۸۶۴     | ۱۲۹٫۹۷۶    | ۱۷۹٫۷۶۸    | ۲۳۵٫۰۶۲    | الشلف           |
| ۹.             | الجفله        | (به عربی: الجلفة)        | ۴۷٫۴۳۵     | ۸۴٫۲۰۷     | ۱۵۴٫۲۶۵    | ۲۲۱٫۲۳۱    | الجفله          |
| ۱۰.            | سیدی بلعباس   | (به عربی: سیدی بلعباس)   | ۱۱۲٫۹۹۸    | ۱۵۲٫۷۷۸    | ۱۸۰٫۲۶۰    | ۲۰۸٫۴۹۸    | سیدی بلعباس     |
| ۱۱.            | بسکره         | (به عربی: بسکرة)         | ۹۰٫۴۷۱     | ۱۲۸٫۲۸۱    | ۱۷۰٫۹۵۶    | ۲۰۷٫۹۸۷    | بسکره           |
| ۱۲.            | تبسه          | (به عربی: تبسة)          | ۶۱٫۰۶۳     | ۱۰۷٫۵۵۹    | ۱۵۳٫۲۴۶    | ۲۰۳٫۹۲۲    | تبسه            |
| ۱۳.            | تیارت         | (به عربی: تیارت)         | ۵۳٫۲۷۷     | ۹۵٫۸۲۱     | ۱۴۵٫۳۳۲    | ۱۹۸٫۲۱۳    | تیارت           |
| ۱۴.            | ورقله         | (به عربی: ورقلة)         | ۴۲٫۰۹۸     | ۸۱٫۷۲۱     | ۱۲۹٫۴۰۲    | ۱۸۳٫۲۳۸    | ورقله           |
| ۱۵.            | بجایه         | (به عربی: بجایة)         | ۷۳٫۹۶۰     | ۱۱۴٫۵۳۴    | ۱۴۷٫۰۷۶    | ۱۸۲٫۱۳۱    | بجایه           |
| ۱۶.            | سکیکده        | (به عربی: سکیکدة)        | ۹۱٫۳۹۵     | ۱۲۸٫۷۴۷    | ۱۵۲٫۳۳۵    | ۱۷۸٫۶۸۷    | سکیکده          |
| ۱۷.            | تلمسان        | (به عربی: تلمسان)        | ۱۰۹٫۴۰۸    | ۱۲۶٫۸۸۲    | ۱۵۵٫۱۶۲    | ۱۷۲٫۵۴۰    | تلمسان          |
| ۱۸.            | برج بو عریریج | (به عربی: برج بو عریریج) | ۵۴٫۵۰۵     | ۸۴٫۲۶۴     | ۱۲۸٫۵۳۵    | ۱۶۷٫۲۳۰    | برج بوعریریج    |
| ۱۹.            | بشار          | (به عربی: بشار)          | ۷۲٫۷۹۰     | ۱۰۷٫۳۱۱    | ۱۳۱٫۰۱۰    | ۱۵۷٫۴۳۰    | بشار            |
| ۲۰.            | المدیه        | (به عربی: المدیة)        | ۵۷٫۸۲۸     | ۸۴٫۷۹۲     | ۱۲۳٫۵۳۵    | ۱۵۵٫۸۵۲    | مدیه            |
| ۲۱.            | تقورت         | (به عربی: تقورت)         | ۴۲٫۵۱۹     | ۷۰٫۶۴۵     | ۱۱۳٫۶۲۵    | ۱۵۳٫۶۲۴    | ورقله           |
| ۲۲.            | جیجل          | (به عربی: جیجل)          | ۳۵٫۰۶۵     | ۶۲٫۷۹۳     | ۱۰۶٫۰۰۳    | ۱۴۸٫۹۰۱    | جیجل            |
| ۲۳.            | سوق اهراس     | (به عربی: سوق أهراس)     | ۵۲٫۱۴۴     | ۸۳٫۰۱۵     | ۱۱۵٫۸۸۲    | ۱۴۸٫۳۲۸    | استان سوق اهراس |
| ۲۴.            | مستغانم       | (به عربی: مستغانم)       | ۸۵٫۰۵۹     | ۱۱۴٫۰۳۷    | ۱۲۴٫۳۹۹    | ۱۴۰٫۲۵۲    | مستغانم         |
| ۲۵.            | المسیله       | (به عربی: المسیلة)       | ۳۳٫۶۴۲     | ۶۵٫۸۰۵     | ۹۹٫۸۵۵     | ۱۴۰٫۰۴۸    | المسیله         |
| ۲۶.            | العلمه        | (به عربی: العلمة)        | ۴۱٫۵۶۴     | ۶۷٫۹۳۳     | ۱۰۵٫۱۳۰    | ۱۳۹٫۸۰۸    | سطیف            |
| ۲۷.            | خنشله         | (به عربی: خنشلة)         | ۴۴٫۲۲۳     | ۶۹٫۷۴۳     | ۱۰۶٫۰۸۲    | ۱۳۸٫۷۵۴    | خنشله           |
| ۲۸.            | سعیده         | (به عربی: سعیدة)         | ۵۵٫۸۵۵     | ۸۰٫۸۲۵     | ۱۱۰٫۸۶۵    | ۱۳۶٫۸۵۶    | سعیده           |
| ۲۹.            | عین وساره     | (به عربی: عین وسارة)     | ۱۷٫۱۷۳     | ۴۴٫۲۷۰     | ۸۲٫۴۳۵     | ۱۳۴٫۱۷۴    | الجفله          |
| ۳۰.            | الوادی        | (به عربی: الوادی)        | ۴۷٫۱۷۳     | ۷۲٫۰۶۵     | ۱۰۴٫۸۰۱    | ۱۳۳٫۹۳۳    | الوادی          |
| ۳۱.            | قالمه         | (به عربی: قالمة)         | ۵۶٫۱۰۶     | ۷۷٫۸۲۱     | ۱۰۸٫۷۳۴    | ۱۳۳٫۱۲۷    | قالمه           |
| ۳۲.            | غردایه        | (به عربی: غردایة)        | ۷۰٫۵۰۸     | ۸۹٫۴۱۵     | ۱۱۰٫۷۲۴    | ۱۲۷٫۱۷۲    | غردایه          |
| ۳۳.            | غلیزان        | (به عربی: غلیزان)        | ۵۵٫۴۵۰     | ۸۰٫۰۹۱     | ۱۰۴٫۲۸۵    | ۱۲۶٫۷۹۴    | غلیزان          |
| ۳۴.            | الاغواط       | (به عربی: الأغواط)       | ۴۰٫۱۵۶     | ۶۷٫۲۱۴     | ۹۶٫۳۴۲     | ۱۲۶٫۲۹۱    | الاغواط         |
| ۳۵.            | برج الکیفان   | (به عربی: برج الکیفان)   | ۴۶٫۵۹۰     | ۶۱٫۰۳۵     | ۹۸٫۱۳۵     | ۱۲۲٫۸۷۵    | الجزیره         |
| ۳۶.            | بو سعده       | (به عربی: بو سعادة)      | ۴۶٫۷۶۰     | ۶۶٫۶۸۸     | ۹۷٫۰۳۱     | ۱۲۱٫۳۰۱    | مسیله           |
| ۳۷.            | باب‌الزوار     | (به عربی: باب‌الزوار)     | ۷٫۱۰۰      | ۵۵٫۲۱۱     | ۹۲٫۲۰۰     | ۱۱۵٫۴۴۴    | الجزیره         |
| ۳۸.            | مسعد          | (به عربی: مسعد)          | ۱۹٫۸۸۵     | ۴۷٫۴۶۰     | ۷۵٫۵۳۳     | ۱۱۴٫۶۲۵    | الجفله          |
| ۳۹.            | بریکه         | (به عربی: بریکة)         | ۲۶٫۳۱۵     | ۵۶٫۴۸۸     | ۸۰٫۶۱۸     | ۱۱۴٫۵۴۷    | باتنه           |
| ۴۰.            | عین البیضاء   | (به عربی: عین البیضاء)   | ۴۲٫۵۷۸     | ۶۱٫۹۹۷     | ۹۰٫۵۶۰     | ۱۱۴٫۱۰۷    | ام‌البواقی       |
| ۴۱.            | الخروب        | (به عربی: الخروب)        | ۱۴٫۹۶۲     | ۴۲٫۲۶۱     | ۶۵٫۳۴۴     | ۱۰۳٫۹۹۵    | قسنطینه         |